# Glenfiddich
Glenfiddich je škotski single malt viski, proizvod istoimenske destilarne, ki deluje v mestu Dufftown v Speysideu na Škotskem. 

## Zgodovina destilarne
Destilarno je leta 1886 ustanovil William Grant v dolini reke Fiddich, iz skovanke besed glen (dolina) in fiddich (jelen), pa sta destilarna in viski tudi dobila ime. Prvi viski so skuhali 25. decembra 1887.
Da bi se v šestdesetih in sedemdesetih letih 20. stoletja izognili bankrotu, so v podjetju W. Grant & Sons začeli z močno reklamno kampanjo in dosegli, da je prepoznavnost tega viskija v svetu zelo narasla. Danes je Glenfiddich eden najbolje poznanih škotskih single malt viskijev na svetu in predstavlja kar 20 % prodaje vseh viskijev te vrste. Prodajajo ga v več kot 180 državah po svetu, ta uspeh pa gre pripisati dejstvu, da so v podjetju že zgodaj ugotovili pomembnost brezcarinskih prodajaln pri širjenju svojih proizvodov in so bili prvo žganjarsko podjetje, ki je svoje pijače ponudilo v tovrstnih prodajalnah.
Sprva, leta 1957 so viski polnili v steklenice trikotne oblike, kasneje pa so v sklopu reklamne kampanje začeli kot prvi na svetu steklenice pakirati v darilne škatle.
Izvirnost podjetja se s tem ni končala. Že v letu 1969 je postala destilarna Glenfiddich prva na škotskem, ki je svoja vrata odprla tudi obiskovalcem.
Glenfiddich je edini viski iz te regije, ki ga kuhajo, starajo in polnijo na istem mestu. Vodo za mešanje dobivajo iz enega samega zajetja, izvira Robbie Dhu, viski pa starajo v hrastovih sodih, v katerih je prej ležal sherry ali bourbon.

## Polnitve
Glenfiddich polnijo ob starosti 12, 15, 18, 21 in 30 let. Poleg teh standardnih polnitev so posebno znane in cenjene naslednje redke posebne polnitve:
- Glenfiddich 40 Year Old (polnjen v letu 1963)
- Glenfiddich 50 Year Old
- Glenfiddich 1937 (polnjen v letu 2001)